# Broadway (film fra 1924)
 For alternative betydninger, se Broadway (flertydig). (Se også artikler, som begynder med Broadway)
Broadway (originaltitel The Great White Way) er en amerikansk stumfilm fra 1924 af E. Mason Hopper.

## Medvirkende
- Anita Stewart som Mabel Vandegrift
- Tom Lewis som Duke Sullivan
- T. Roy Barnes som Jack Murray
- Oscar Shaw som Joe Cain
- Dore Davidson som Adolph Blum
- Harry Watson
- Hal Forde som Brock Morton
- Olin Howland som Stubbs